# قائمة حلقات أنت الأسوأ

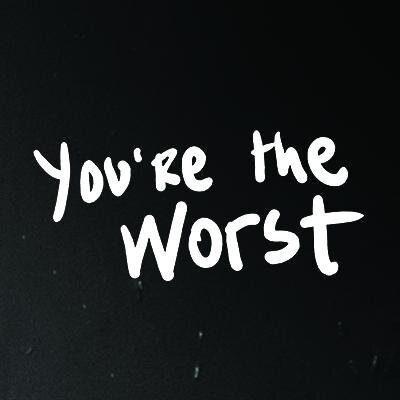
مسلسل أنت الأسوأ.

قائمة حلقات مُسلسل؛ أنت الأسوأ (بالإنجليزية: You're the Worst) مُسلسل كوميديا ودراما أمريكي، من إعداد ستيفن فالك. عرض على قناة «FX» في 17 يوليو، 2014، ثم نُقل إلى قناة «FXX».

## نظرة عامة
| الموسم | الحلقات | الحلقات | الأصلي        | الأصلي         |
| الموسم | الحلقات | الحلقات | الأول         | الأخير         |
| ------ | ------- | ------- | ------------- | -------------- |
| 1      | 10      | 10      | 17 يوليو 2014 | 18 سبتمبر 2014 |
| 2      | 13      | 13      | 9 سبتمبر 2015 | 9 ديسمبر 2015  |

## الحلقات

### الموسم الأول (2014)
| التسلسل الإجمالي | تسلسل الموسم | عنوان الحلقة "بالإنجليزية"                      | إخراج              | كتابة                           | تاريخ العرض    | رمز الإنتاج | عدد المشاهدين (بالمليون) |
| ---------------- | ------------ | ----------------------------------------------- | ------------------ | ------------------------------- | -------------- | ----------- | ------------------------ |
| 1                | 1            | «Pilot»                                         | جوردان فوغت-روبرتس | ستيفن فالك                      | 17 يوليو 2014  | XYW01001    | 0.765                    |
| 2                | 2            | «Insouciance»                                   | أليكس هاردكاسل     | ستيفن فالك                      | 24 يوليو 2014  | XYW01002    | 0.610                    |
| 3                | 3            | «Keys Open Doors»                               | أليكس هاردكاسل     | ستيفن فالك                      | 31 يوليو 2014  | XYW01003    | 0.393                    |
| 4                | 4            | «What Normal People Do»                         | أليكس هاردكاسل     | ستيفن فالك                      | 7 أغسطس 2014   | XYW01004    | 0.565                    |
| 5                | 5            | «Sunday Funday»                                 | جوردان فوغت-روبرتس | ستيفن فالك                      | 14 أغسطس 2014  | XYW01005    | 0.415                    |
| 6                | 6            | «PTSD»                                          | جوردان فوغت-روبرتس | فرانكلن هاردي و شاين كوساكاوسكي | 21 أغسطس 2014  | XYW01006    | 0.555                    |
| 7                | 7            | «Equally Dead Inside»                           | جوردان فوغت-روبرتس | أليسون بينيت                    | 28 أغسطس 2014  | XYW01007    | 0.533                    |
| 8                | 8            | «Finish Your Milk»                              | مات شاكمان         | إيفا أنديرسون                   | 4 سبتمبر 2014  | XYW01008    | 0.472                    |
| 9                | 9            | «Constant Horror and Bone-Deep Dissatisfaction» | مات شاكمان         | ستيفن فالك                      | 11 سبتمبر 2014 | XYW01009    | 0.535                    |
| 10               | 10           | «Fists and Feet and Stuff»                      | مات شاكمان         | ستيفن فالك                      | 18 سبتمبر 2014 | XYW01010    | 0.552                    |

### الموسم الثاني (2015)
| التسلسل الإجمالي | تسلسل الموسم | عنوان الحلقة "بالإنجليزية"         | إخراج          | كتابة                           | تاريخ العرض    | رمز الإنتاج | عدد المشاهدين (بالمليون) |
| ---------------- | ------------ | ---------------------------------- | -------------- | ------------------------------- | -------------- | ----------- | ------------------------ |
| 11               | 1            | «The Sweater People»               | أليكس هاردكاسل | ستيفن فالك                      | 9 سبتمبر 2015  | XYW02001    | 0.301                    |
| 12               | 2            | «Crevasses»                        | أليكس هاردكاسل | ستيفن فالك                      | 16 سبتمبر 2015 | XYW02002    | 0.267                    |
| 13               | 3            | «Born Dead»                        | أليكس هاردكاسل | ستيفن فالك                      | 23 سبتمبر 2015 | XYW02003    | 0.233                    |
| 14               | 4            | «All About That Paper»             | أليكس هاردكاسل | فرانكلن هاردي و شاين كوساكاوسكي | 30 سبتمبر 2015 | XYW02004    | 0.294                    |
| 15               | 5            | «We Can Do Better Than This»       | ويندي ستانزلر  | إيفا أنديرسون                   | 7 أكتوبر 2015  | XYW02005    | 0.198                    |
| 16               | 6            | «Side Bitch»                       | ويندي ستانزلر  | أليسون بينيت                    | 14 أكتوبر 2015 | XYW02006    | 0.132                    |
| 17               | 7            | «There Is Not Currently a Problem» | ويندي ستانزلر  | ستيفن فالك و فيليب لوجفيدن      | 21 أكتوبر 2015 | XYW02007    | 0.182                    |
| 18               | 8            | «Spooky Sunday Funday»             | ويندي ستانزلر  | ستيفن فالك                      | 28 أكتوبر 2015 | XYW02008    | 0.240                    |
| 19               | 9            | «LCD Soundsystem»                  | ستيفن فالك     | ستيفن فالك                      | 4 نوفمبر 2015  | XYW02009    | 0.234                    |
| 20               | 10           | «A Right Proper Story»             | ستيفن فالك     | فرانكلن هاردي و شاين كوساكاوسكي | 11 نوفمبر 2015 | XYW02010    | 0.185                    |
| 21               | 11           | «A Rapidly Mutating Virus»         | مات شاكمان     | إيفا أنديرسون و أليسون بينيت    | 18 نوفمبر 2015 | XYW02011    | 0.188                    |
| 22               | 12           | «Other Things You Could Be Doing»  | مات شاكمان     | ستيفن فالك                      | 2 ديسمبر 2015  | XYW02012    | 0.175                    |
| 23               | 13           | «The Heart Is a Dumb Dumb»         | مات شاكمان     | ستيفن فالك                      | 9 ديسمبر 2015  | XYW02013    | 0.269                    |

### الموسم الثالث (2016)
في 2 ديسمبر، 2015، جُدد المسلسل لموسم ثالث، سيُعرض في 31 أغسطس، 2016.